# K5 League Gyeongsangbuk-do 2019
Die K5 League Gyeongsangbuk-do 2019 war die erste Spielzeit als höchste Amateurspielklasse und die erste Spielzeit insgesamt im südkoreanischen Fußball gewesen. Die Saison begann im Mai und endete im Oktober. Anschließend folgten die Play-off-Spiele.

## Teilnehmer und ihre Spielstätten
| Team                            | Stadt                           | Heimstadion                                                                                | In der Liga seit                | Vorjahresplatzierung            |                                 |
| K5 League Gyeongsangbuk-do 2019 | K5 League Gyeongsangbuk-do 2019 | K5 League Gyeongsangbuk-do 2019                                                            | K5 League Gyeongsangbuk-do 2019 | K5 League Gyeongsangbuk-do 2019 | K5 League Gyeongsangbuk-do 2019 |
| ------------------------------- | ------------------------------- | ------------------------------------------------------------------------------------------ | ------------------------------- | ------------------------------- | ------------------------------- |
| Gyeongsang Niggs FC             | Gyeongsan                       | Sangju-Nakdonggang-Sportplatz Andong-Kangbyeon-Platz Pohang-Yangdeok-Platz Yeongju-Stadion | 2019                            | Aufsteiger aus der K6 League    |                                 |
| Pohang Heunghae Club            | Pohang                          | Sangju-Nakdonggang-Sportplatz Andong-Kangbyeon-Platz Pohang-Yangdeok-Platz Yeongju-Stadion | 2019                            | Aufsteiger aus der K6 League    |                                 |
| Sangju Sangsan FC               | Sangju                          | Sangju-Nakdonggang-Sportplatz Andong-Kangbyeon-Platz Pohang-Yangdeok-Platz Yeongju-Stadion | 2019                            | Aufsteiger aus der K6 League    |                                 |
| Yeongju Dosol FC                | Yeongju                         | Sangju-Nakdonggang-Sportplatz Andong-Kangbyeon-Platz Pohang-Yangdeok-Platz Yeongju-Stadion | 2019                            | Aufsteiger aus der K6 League    |                                 |
| Andong Garam FC                 | Andong                          | Sangju-Nakdonggang-Sportplatz Andong-Kangbyeon-Platz Pohang-Yangdeok-Platz Yeongju-Stadion | 2019                            | Aufsteiger aus der K6 League    |                                 |

## Reguläre Saison
| Pl. | Verein                   | Sp. | S | U | N | Tore    | Diff. | Punkte |
| --- | ------------------------ | --- | - | - | - | ------- | ----- | ------ |
| 1.  | Andong Garam FC (N)      | 4   | 4 | 0 | 0 | 014:400 | +10   | 12     |
| 2.  | Gyeongsang Niggs FC (N)  | 4   | 3 | 0 | 1 | 015:300 | +12   | 09     |
| 3.  | Sangju Sangsan FC (N)    | 4   | 1 | 1 | 2 | 006:900 | −3    | 04     |
| 4.  | Pohang Heunghae Club (N) | 4   | 1 | 0 | 3 | 005:900 | −4    | 03     |
| 5.  | Yeongju Dosol FC (N)     | 4   | 0 | 1 | 3 | 003:180 | −15   | 01     |

| Zum 4. Spieltag:                                                                                            |  |
| Qualifikation zur K5-League-Meisterschaft und Qualifikation zum Korean FA Cup 2020 Abstieg in die K6 League |  |
| |  |
| Zum Saisonende 2018:                                                                                        |  |
| (N) Aufsteiger aus der K6 League                                                                            |  |

## Statistik

### Torschützenliste
Bei gleicher Anzahl von Treffern sind die Spieler alphabetisch geordnet.
| 01                       |
| Stand: Saisonbeginn 2019 |

## Aufstiegsspiele
In den Aufstiegsspielen zur K5 League Gyeongsangbuk-do spielen die Staffelsieger aus der K6 League um den Aufstieg gegeneinander. Der Aufsteiger wird über eine Gruppenphase ausgetragen. Da Diese Saison nur 5 Mannschaften in der K5 League antraten, können zwei Mannschaften in die K5 League aufsteigen.

### Teilnehmende Mannschaften
An den Aufstiegsspielen qualifizierten sich folgende Mannschaften:
- Der Sieger der K6 League Gyeongsangbuk-do-Staffel A[3]: Gumi Taepung FC
- Der Sieger der K6 League Gyeongsangbuk-do-Staffel B[4]: Gyeongju City Ryong
- Der Sieger der K6 League Daegu-Staffel[5]: Cheongsol FC

### Gruppenphase
| Pl. | Verein              | Sp. | S | U | N | Tore    | Diff. | Punkte |
| --- | ------------------- | --- | - | - | - | ------- | ----- | ------ |
| 1.  | Cheongsol FC        | 2   | 2 | 0 | 0 | 010:300 | +7    | 06     |
| 2.  | Gyeongju City Ryong | 2   | 0 | 1 | 1 | 006:800 | −2    | 01     |
| 3.  | Gumi Taepung FC     | 2   | 0 | 1 | 1 | 005:100 | −5    | 01     |

|  |                                                 |
|  | Aufstieg in die K5 League Gyeongsangbuk-do 2020 |

| 16. November 2019, 11:00 Uhr |     |                     |
| Gumi Taepung FC              | 4:4 | Gyeongju City Ryong |
| 16. November 2019, 13:20 Uhr |     |                     |
| Gyeongju City Ryong          | 2:4 | Cheongsol FC        |
| 16. November 2019, 15:40 Uhr |     |                     |
| Cheongsol FC                 | 6:1 | Gumi Taepung FC     |